# Epimecis pudicaria
Epimecis pudicaria är en fjärilsart som beskrevs av Achille Guenée 1858. Epimecis pudicaria ingår i släktet Epimecis och familjen mätare. Inga underarter finns listade i Catalogue of Life.